# Kap Zevgari
Das Kap Zevgari (griechisch Ακρωτήριο Ζευγάρι Akrotirio Zevgari) ist ein Kap auf der Insel Zypern. Es liegt innerhalb der britischen Militärbasis Akrotiri und Dekelia etwa 15 km südwestlich von Limassol.

## Geographie
Das Kap Zevgari befindet sich im Südwesten der Akrotiri-Halbinsel in der Nähe des Ortes Akrotiri und bildet den südwestlichsten Punkt der Halbinsel. Etwa fünf Kilometer nordöstlich liegt der Salzsee von Limassol und etwa neun Kilometer östlich das Kap Gata an der Ostseite der Halbinsel. Nordwestlich befindet sich die Episkopi-Bucht, deren Südende das Kap darstellt.
Auf dem Kap befand sich das ehemalige The Princess Maryʼs Hospital, RAF Akrotiri, ein Militärkrankenhaus der britischen Streitkräfte. Das Krankenhaus wurde ab 2012 nicht mehr genutzt und 2013 formell geschlossen, 2016 wurde das Gebäude abgerissen.